# Tall Man Riding
Tall Man Riding (Brasil: Nas Garras do Homem Alto ) é um filme norte-americano de 1955, do gênero faroeste, dirigido por  Lesley Selander e estrelado por Randolph Scott e Dorothy Malone.

## Sinopse
Sete anos depois de ser expulso da cidade pelo barão do gado Tucker Ordway, Larry Madden retorna para vingar-se e reclamar a terra que era sua por direito. Ele pensa também em retomar o romance com a bela Corinna, filha de Tucker. A princípio incrédula, Corinna finalmente alia-se a Larry, ainda indeciso em tornar-se um assassino, o que o alijaria da sociedade pelo restante de sua vida.

## Elenco
| Ator/Atriz     | Personagem      |
| -------------- | --------------- |
| Randolph Scott | Larry Madden    |
| Dorothy Malone | Corinna Ordway  |
| Peggie Castle  | Reva            |
| William Ching  | Rex Willard     |
| John Baragrey  | Cibo Pearlo     |
| Robert Barrat  | Tucker Ordway   |
| John Dehner    | Ames Luddington |
| Paul Richards  | The Peso Kid    |
| Lane Chandler  | Hap Sutton      |
| Mickey Simpson | Jeff Barclay    |
| Joe Bassett    | Will            |
| Charles Watts  | Al              |
| Russ Conway    | Jim Feathergill |
| Mike Ragan     | Tom             |